# Alan Wake
Alan Wake es un videojuego de acción-aventura y terror psicológico desarrollado por Remedy Entertainment y publicado por Microsoft Studios, lanzado para Xbox 360 y Microsoft Windows. La historia sigue al exitoso novelista de terror Alan Wake, quien intenta desvelar el misterio de la desaparición de su esposa durante unas vacaciones en la pequeña ciudad ficticia de Bright Falls, Washington, Estados Unidos. Durante su búsqueda, descubre que los acontecimientos relacionados con la trama de su última novela (la cual no puede recordar qué escribió) cobran vida.
En su ritmo y estructura, Alan Wake es similar a una serie de televisión, con episodios que contienen giros en la trama y suspensos. El juego consta de seis episodios regulares y dos especiales, publicados como contenido descargable (DLC). Juntos, hacen la primera temporada de una historia posiblemente más larga. Adicionalmente, existe una serie web de acción con seis episodios llamada Bright Falls, que actúa como precuela del juego y varios libros que sirven para ampliar la historia de Alan Wake.
Escrito principalmente por Sam Lake, Alan Wake tardó más de cinco años en ser creado, un tiempo de desarrollo inusualmente largo en la industria del videojuego. Recibió numerosas críticas positivas y es a menudo elogiado en cuanto a lo visual, el sonido, la narrativa, el ritmo y la atmósfera. Alan Wake recibió el primer lugar en la revista Time de «los 10 mejores videojuegos de 2010». Su título sucesor, Alan Wake's American Nightmare, un título completamente independiente, salió en febrero de 2012 en la plataforma Xbox Live Arcade. El 27 de octubre de 2023 se lanzó su secuela Alan Wake II.
En 2019 Remedy recuperó los derechos de la franquicia y también de publicación que anteriormente lo tenía Microsoft. Ahora los juegos de la saga ya no son exclusivos para el ecosistema de Microsoft sino también están disponible para las consolas de Sony y Nintendo. También se lanzaron juegos de la franquicia como Control (que también esta en el universo de la saga aunque no es una secuela directa) en 2019 para PlayStation, Xbox y PC. En 2021 Remedy y Epic Games lanzó una remasterizacion del videojuego del 2010 para todas las consolas anteriormente dichas. El 21 de octubre del 2022 llegó una versión de Alan Wake Remastered para Nintendo Switch.

## Trama

### Historia principal
Alan Wake, interpretado por Matthew Porretta (voz) e Ilkka Villi (rasgos físicos) es un exitoso novelista del género terror psicológico que en los últimos dos años ha sufrido el bloqueo del escritor. Él y su esposa Alice viajan a la pequeña ciudad montañosa de Bright Falls en el estado de Washington para pasar unas cortas vacaciones por recomendación de ella y su amigo y representante Barry Wheeler. Antes de llegar, Alan tiene una pesadilla donde aparecen presencias oscuras que intentan hacerle daño antes de que una figura etérea interrumpa su sueño y le enseñe a usar la luz para luchar contra las sombras. Al llegar a Bright Falls, Wake va a buscar las llaves y el mapa de su cabaña alquilada a Carl Stucky, el propietario; pero lo visita una misteriosa anciana quien le dice que Stucky enfermó y que se le había encomendado que ella le diera las llaves. Después de que Alan se va, se muestra a Carl, el cual trata de alcanzarlo y darle las llaves verdaderas.
La pareja llega a la cabaña en una isla en medio del lago Cauldron. A medida que desempacan, Alan descubre que Alice organizó este viaje para intentar romper su bloqueo de escritor, programándole una cita con un psicólogo de Bright Falls llamado Dr. Hartman y dejándole una máquina de escribir en la cabina. Él se enfurece y sale a caminar un poco, pero vuelve apresuradamente cuando oye a su esposa pedir ayuda. Regresa a la cabina justo cuando Alice es arrastrada a las aguas del lago por una fuerza misteriosa. Wake se sumerge en el agua detrás de ella, desmayándose mientras él se sumerge.

Alan recupera la conciencia una semana más tarde y nota que aparentemente condujo su automóvil fuera de la carretera, pero no recuerda cómo llegó allí. Comienza a regresar a la ciudad, pero su progreso se ve obstaculizado por las presencias oscuras que intentan matarlo. Observa a una extraña figura en un traje de buceo que le recuerda a su sueño anterior y a cómo combatir las sombras con luz. Alan lucha a través de las sombras mientras encuentra las páginas de un manuscrito titulado Departure con su nombre debajo del título; es una obra que aún no había escrito. Finalmente, al llegar a la ciudad, Wake intenta alertar a la Sheriff Sarah Breaker de la desaparición de su esposa, pero Sarah afirma que no ha habido una isla o cabaña en Cauldron Lake durante años, luego de que una erupción volcánica lo hundiera años antes. Sarah se pone en contacto con el FBI para investigar la desaparición de Alice, mientras que Alan hace arreglos para que Barry venga y lo ayude.

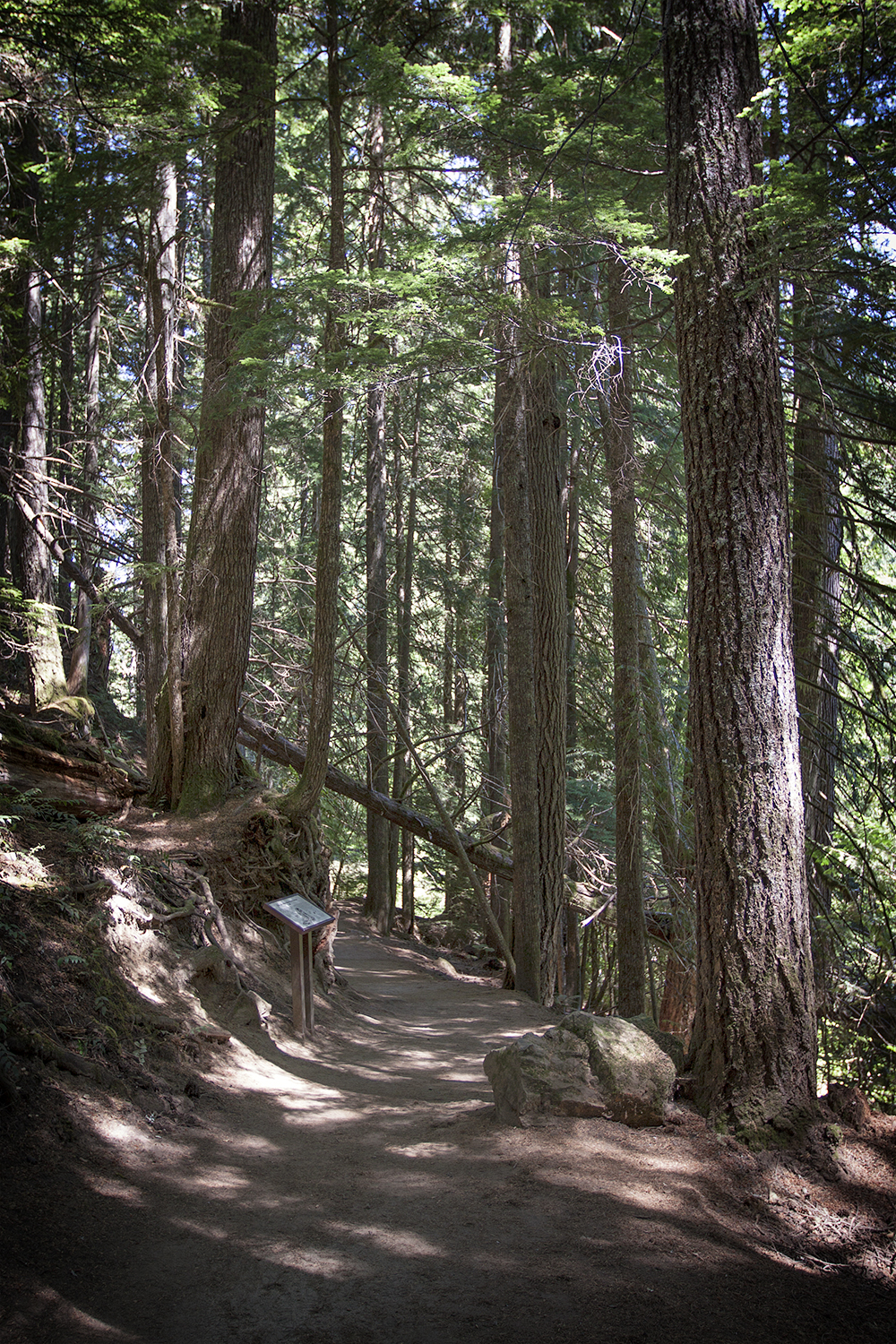
Parque nacional del estado de Washington (USA) donde se ambienta el juego

Wake recibe la llamada de un hombre que pretende ser el secuestrador de su esposa y le exige las páginas de Departure a cambio de ella. Al encontrarse en un parque estatal; él está a punto de pasarle las páginas cuando un tornado oscuro consume al hombre y Wake es noqueado. Antes de ser consumido por el tornado, el hombre confiesa que nunca tuvo a Alice. Wake se despierta al cuidado de Wheeler y el Dr. Hartman en su clínica con vista a Cauldron Lake. El Dr. Hartman escucha la historia y concluye que todo lo que había presenciado el protagonista era parte de su imaginación. Alan intenta escapar de la clínica mientras la presencia oscura comienza a atacarlo; mientras recupera las páginas del manuscrito en la oficina del Dr. Hartman, este intenta detenerlo y se da a entender que está al tanto de los eventos sobrenaturales que ocurren. Barry ayuda a Alan a escapar antes de que la sombra consumiera toda la clínica. Al regresar a la ciudad, encuentran que el FBI ha llegado e intentan arrestarlo, por lo que deben escapar.
Wake y Wheeler comienzan a investigar sobre el pasado de Cauldron Lake en otros pobladores. Estos creen que una entidad llamada la Presencia Oscura está atrapada dentro del lago y que trata de escapar al usar como herramienta sus poderes para convertir la ficción en realidad. Anteriormente lo había intentado con un escritor conocido: Thomas Zane (la figura del traje de buceo), pero Zane pudo resistir a su voluntad y murió durante la erupción que hundió la isla. La Presencia Oscura se ha vuelto lo suficientemente fuerte como para comenzar a influir en la gente del pueblo y crear las sombras. Esa noche, cuando Alan y Barry se refugian, se emborrachan con moonshine, y Wake comienza a recordar que escribió Departure contra su voluntad durante la semana anterior. Es entonces cuando se da cuenta de que la Presencia Oscura ahora trata de usar sus escritos para escapar.
Sarah y el FBI llegan para arrestarlos a ambos, pero las presencias oscuras arrastran al agente del FBI. Sarah, ahora convencida de la Presencia Oscura, ayuda a Wake y Wheeler a encontrar a Cynthia Weaver, una ermitaña que teme a la Presencia Oscura. Se encuentra con ellos en la «sala bien iluminada» y les muestra un arma que puede derrotar a la Presencia Oscura: el Sr. Clic, un simple interruptor de luz que se ha infundido con el poder de los escritos de Alan. Este regresa por su cuenta a Cauldron Lake para enfrentar a la Presencia Oscura con su nueva capacidad para afectar la realidad con sus pensamientos ayudados por el Sr. Clic. La Presencia Oscura se disipa pero no hay señales de Alice, y Alan cree que para mantener el equilibrio debe entregarse al lago. Cuando este se hunde debajo de las aguas, su esposa sale del lago a salvo. Dentro de las profundidades del lago, Wake se encuentra en la cabaña y se da cuenta de que Departure aún no ha sido terminada. Se sienta frente a la máquina de escribir para continuar la historia y liberarse del lago. Se dice a sí mismo que «no es un lago, es un océano».

### Especial 1: La señal
El especial continúa desde el final del juego principal; Alan se encuentra en una versión surrealista de Bright Falls y se da cuenta de que está retenido en el Lago Cauldron. Zane le indica al protagonista que siga una señal a través de un teléfono celular para enfocarse y salir del «Lugar Oscuro», el reino del que proviene la Presencia Oscura y donde la palabra escrita puede convertirse en realidad. A medida que evita y derrota a varios Poseídos, se encuentra con varias pantallas de televisión que muestran una versión más maníaca de él mismo que habla sobre los próximos eventos. Este advierte a Alan de lo que está por venir. También se encuentra con una versión etérea de Barry, un producto de su subconsciencia, que también guía de forma segura a través del paisaje abstracto.
La señal de Zane lleva a Alan a un aserradero, pero a medida que lo explora, se encuentra de nuevo en su apartamento en la ciudad. Zane aparece y le dice a Alan que es él mismo, la figura maníaca de los televisores, lo que lo mantiene en el Lugar Oscuro. Alan se niega a creer esto, pero pronto se enfrenta a una monstruosidad con varios televisores, con su contraparte que intenta matarlo. Alan es capaz de derrotar a la versión enloquecida de sí mismo, despertándose en la cabaña en el lago, y se da cuenta de que todavía está atrapado.

### Especial 2: El escritor
Aún atrapado en el Lugar Oscuro, Alan recupera la conciencia al descubrir que se acuerda de sus memorias de Bright Falls. Después de abandonar una amalgama del albergue del Lago Cauldron y la granja de los Anderson, Zane dice que debe regresar a la cabaña a través de un faro. Los entornos comienzan a volverse extremadamente surrealistas y el protagonista sigue el camino de Zane. Este le advierte a Wake que el «Alan irracional» todavía está dentro de la cabina y controla el Lugar Oscuro, mientras que él mismo representa su parte racional; debe recuperar el control del sueño para tener alguna posibilidad de escapar del Lugar Oscuro. El lado irracional intenta detenerlo al crear ilusiones de Alice, apagar la luz del faro y enviar ejércitos de Poseídos para que vayan tras él, pero con la ayuda de Zane, Alan finalmente llega a su meta y llega a la cabaña.
Cuando se acerca a la cabaña, aparece el Barry imaginario y le dice a Alan que tendrá que rechazar todas las ilusiones antes de poder enfrentarse a la su contraparte maligna, incluida la aparición de Wheeler. Wake está listo para aceptar eso, lo que lo obliga a luchar contra las ilusiones de Poseídos del Dr. Hartman, Barry y los Anderson, derrotándolos a todos antes de que pueda volver a entrar en la cabaña. Su lado enloquecido está en un estado paranoico en el piso de la cabaña, y cuando Alan lo toca, los dos vuelven a estar completos; también se da cuenta de que no puede dejarse caer en un estado delirante otra vez por temor a no poder escapar y regresa a la máquina de escribir para comenzar una nueva historia: «Regreso».

## Sistema de juego

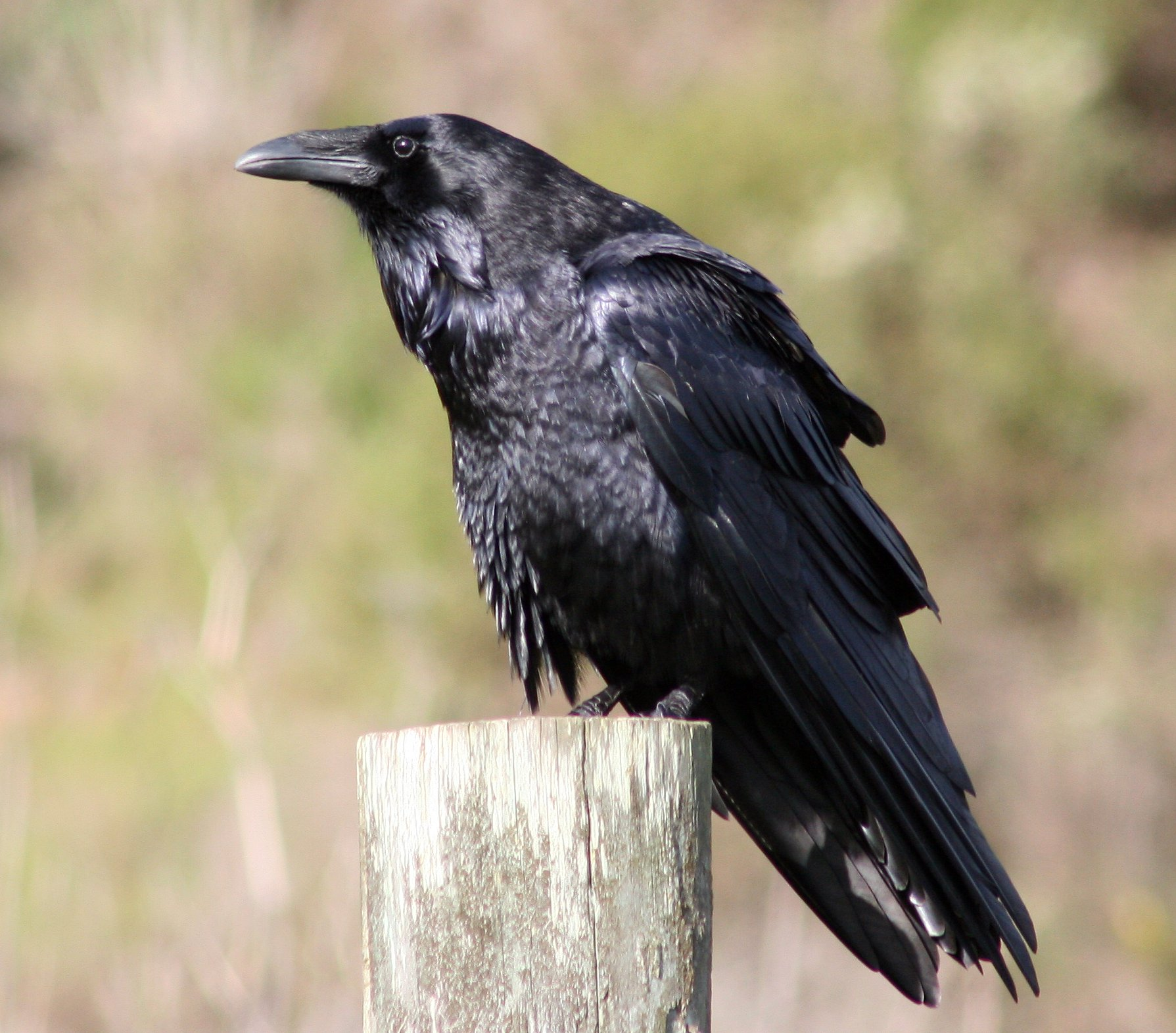
Los cuervos son una presencia constante en todo el juego

Alan Wake es descrito por Remedy como «la mente de un thriller psicológico» y «el cuerpo de un juego de acción cinematográfico» puestos juntos. En las entrevistas, los creadores sostienen que el juego no pertenece directamente al género del survival horror. La trama se desarrolla principalmente en la idílica ciudad ficticia de Bright Falls, Washington, principalmente en diversas áreas de Bright Falls durante la noche, como el bosque, un parque nacional o una granja; aunque existen secuencias más tranquilas que transcurren durante el día.
El jugador controla al protagonista homónimo Alan Wake. En el juego, una «oscuridad» se apodera de varios humanos, animales y objetos. Estos enemigos, apodados los «Poseídos», son sombras asesinas que atacan a Wake y empuñan sus propias armas, desde mazos y cuchillos hasta palas y motosierras. Varían según la velocidad, el tamaño y la cantidad de daño que pueden recibir, y algunos pueden teletransportarse entre distancias cortas. Además de los Poseídos, el jugador debe combatir bandadas de cuervos poseídos y objetos controlados por la oscuridad. Cuando los enemigos están cerca, Alan puede realizar una maniobra de esquive cinematográfico en cámara lenta.
Los Poseídos están protegidos por un escudo de oscuridad, lo que los hace impermeables al ataque; solo pueden recibir daño con un arma de fuego después de la exposición a la luz, que quema la oscuridad. Esto pone un énfasis significativo en las linternas junto con las armas convencionales, como un revólver o una escopeta. Los haces de linterna actúan como una retícula. Las linternas que Wake lleva pueden ser mejoradas, lo que destruye la oscuridad más rápido, pero también reduce más su duración. Además de la mecánica convencional de necesitar municiones para recargar, el jugador también debe insertar baterías nuevas en la linterna cuando se agoten o esperar a que se recarguen lentamente. La fuerza de la oscuridad que protege a un enemigo puede variar entre los Poseídos. El monto de oscuridad restante está representada por una corona de luz que aparece al apuntar a un enemigo, y una oscuridad más fuerte puede regenerarse con el tiempo. Cuando un Poseído es finalmente destruido, desaparece.
Con frecuencia, se recomienda al jugador tomar ventaja de las fuentes de luz ubicadas en el entorno, y que use otras armas y accesorios que impliquen luminosidad, como las pistolas de bengalas, las bengalas de mano y granadas cegadoras. Wake puede usar reflectores para derrotar olas masivas de Poseídos. Las farolas y otros soportes de luz pueden proporcionar un refugio seguro, donde los Poseídos no pueden entrar, y regenerarán la salud del personaje más rápido. De lo contrario, la salud se regenera lentamente con el tiempo, al no recibir ningún daño. En ciertas zonas del juego, es posible usar automóviles para atravesar ubicaciones en Bright Falls, los cuales pueden usarse también para deshacerse de los Poseídos en la carretera o activar los faros para destruirlos.
Un elemento importante del juego es el descubrimiento opcional y la colección de páginas manuscritas de la última novela de Alan Wake: Departure. Aunque Wake no recuerda haber escrito este libro, su historia parece ser real a su alrededor. Estas páginas de manuscritos legibles están dispersas por todos los escenarios del juego, fuera de orden cronológico; y que a menudo describen escenas que aún no han ocurrido, las cuales actúan como advertencias e instrucciones sobre cómo lograr futuros objetivos. Otros coleccionables incluyen termos de café (100 en total), así como el descubrimiento de televisores que muestran episodios de la serie ficticia Night Springs, radios que transmiten conversaciones y música de la estación de radio local de Bright Falls. Los programas de radio y las señales brindan una comprensión más profunda de la historia y la cultura de la ciudad. El contenido descargable del juego presentan otros objetos de colección, como los relojes de alarma.

## Desarrollo
La desarrolladora finlandesa Remedy Entertainment es conocida por crear el aclamado juego titulado Max Payne (2001) y su secuela, Max Payne 2: The Fall of Max Payne (2003). Después del lanzamiento de Max Payne 2, Remedy Entertainment pasó un tiempo «recuperándose de la crisis» y comenzó a elaborar diferentes conceptos para un nuevo proyecto. Entre estos estaba el concepto para Alan Wake.
Remedy anunció el juego en la Electronic Entertainment Expo (E3) de 2005 para «la próxima generación de consolas y PC» y la empresa mostró a la prensa a puerta cerrada en la forma de un demo. En 2006, la compañía buscó asociarse con Microsoft Game Studios para publicar a Alan Wake exclusivamente en la Xbox 360 de Microsoft y en ese entonces el actual sistema operativo de PC llamado Windows Vista. Las primeras capturas de pantalla mostraban al personaje de Alan Wake con un atuendo muy diferente, así como un diseño diferente para la ciudad de Bright Falls, en comparación con el juego lanzado.
Todos los personajes presentados en Alan Wake estaban basados en modelos de la vida real. Ilkka Villi y Jonna Järvenpää, los modelos de Alan y Alice Wake, respectivamente, son los únicos finlandeses en el juego; y todos los otros eran americanos. Actores nativos de Japón y América proporcionaron voces en off para sus respectivas regiones.
Después de cuatro años de demostrar repetidamente la versión de Microsoft Windows, en 2009, Remedy confirmó que en ese momento el juego estaba en desarrollo exclusivamente para la Xbox 360 y que la decisión de hacer una versión para PC estaba en manos de Microsoft. Después del lanzamiento del juego en 2010, Remedy declaró que llevar el juego a la PC «no estaba planeado para ese momento». Sin embargo, casi dos años después de su lanzamiento, Remedy pudo asegurar los derechos para publicar una versión en PC.
Remedy anunció que el juego estaba listo y que iba a ser sometido a una revisión final en agosto de 2009. Finalmente, vio la luz el 7 de abril de 2010 y salió en mayo del mismo año. Originalmente, Remedy planeaba a Bright Falls como una ciudad de mundo abierto (sandbox), similar al concepto utilizado en la franquicia de Grand Theft Auto. Después de probar esta idea durante seis meses, el equipo decidió descartarla, ya que interfería con el ritmo y la narración que pretendían ofrecer en un juego de suspenso.
Los artistas gráficos diseñaron los enemigos del juego al dibujar conceptos artísticos y luego vertiéndolos sobre agua para que parecieran «fuera de lo normal». Para el personaje del propio Alan Wake, Remedy utilizó «fotos conceptuales» en lugar de ilustraciones conceptuales más tradicionales. Para investigar el entorno del noroeste del Pacífico para el juego, un equipo de Remedy viajó al área y produjo una gran cantidad de fotografías y videos.

### Influencias y alusiones
Alan Wake ha tenido diversas influencias y a menudo alude a ciertas películas, programas de televisión y libros, además de rendir homenaje a varios artistas y obras. Remedy ha explicado que los temas e ideas compartidos entre el juego y otras obras existentes de la cultura popular sirven para «tomar algo familiar en las personas como un elemento, y construir algo propio, algo único en los juegos, pero aún familiar de otras formas de entretenimiento».
El renombrado autor Stephen King fue una gran inspiración para Alan Wake. El personaje principal como escritor (cuyo trabajo ficticio comienza a hacerse realidad) es un tema que King ha explorado en varias de sus obras. La narración de Wake alude directamente a King en varias ocasiones, incluido el diálogo al comienzo del juego, en la que cita una frase de Stephen King, la cual se le pidió permiso al propio King para usar su cita. El juego también rinde homenaje a la película The Shining (basada en la novela de King del mismo nombre) con un área de laberinto de setos similar al de la película, entre otras referencias. También ha recibido algunas copias del juego como señal de agradecimiento, pero no pudo probarlas ya que no posee un Xbox. Además del trabajo de King, Lake ha citado las historias de Bret Easton Ellis y Neil Gaiman como influencias, así como la novela House of Leaves de Mark Z. Danielewski.
El escenario del juego, Bright Falls, está inspirado en el programa de televisión Twin Peaks, cuya trama tiene lugar en la ciudad titular; ambos pueblos ficticios en el estado de Washington. Alfred Hitchcock también se cita como una inspiración, ya que las bandadas de pájaros que a menudo atacan al protagonista son influenciados por su clásica película de terror The Birds.
En el juego hay varios televisores dispersos por toda la ciudad en diferentes lugares. Al encenderlos, se ve un breve episodio de la serie ficticia Night Springs, que está influenciada por el programa de televisión The Twilight Zone, creada por Rod Serling a fines de los años cincuenta.

### Formato episódico
En su estructura, la historia de Alan Wake se desarrolla de manera similar a un programa de televisión enigmático, en el que cada capítulo trae otra pieza que añade contenido a la historia principal en curso, pero con una trama distinta. Como tal, Alan Wake está organizado en episodios, que incluyen dispositivos narrativos y de trama que normalmente se usan en la televisión, como los cliffhangers. Un préstamo prominente de la televisión es la secuencia de recapitulación al estilo «Anteriormente en Alan Wake ...» que abre cada sección del juego y sirve para «refrescar la memoria del jugador y señalar cosas que serán relevantes en breve». Una canción diferente suena al final de cada capítulo; esto imita ciertos programas de televisión que presentan música diferente durante los créditos.
El juego principal se divide en seis partes. Adicionalmente, hay dos capítulos especiales titulados «La señal» y «El escritor», lanzados como contenido descargable. Juntos, Alan Wake y sus DLC constituyen la «primera temporada» de una historia más grande. El juego principal está diseñado para tener un final satisfactorio, mientras que los DLC forman un especial de dos partes que amplía aún más la historia del juego al «[continuar] la ficción y [servir] como un puente entre las temporadas». Si bien los desarrolladores del juego han expresado su interés en seguir la trama de Alan Wake con una segunda temporada (es decir, una secuela), no se ha comentado nada al respecto.
Remedy Entertainment eligió el formato de narración tipo TV para establecer un cierto estilo y ritmo. Los desarrolladores consideraron que ver capítulos de ciertos programas de televisión, como la serie Lost, era una «forma natural de consumir medios», y que este formato episódico fue un ajuste mejor para un juego largo. Remedy alabó a Lost por su ritmo como un programa de televisión de suspenso.

### Publicidad por emplazamiento
Hay diferentes marcas y productos de la vida real que aparecen en Alan Wake. Los desarrolladores del juego han expresado que intentaron «ser muy conservadores y atentos con los jugadores» con su uso de la publicidad por emplazamiento, y que pretendían «hacer que el mundo se sienta más real en lugar de poner los anuncios en su cara».
Ejemplos de esto incluyen baterías coleccionables de Energizer y baterías de litio para insertar en las linternas del jugador. El proveedor de servicios de telefonía Verizon Wireless es otra marca destacada en Alan Wake: además de los teléfonos móviles de la marca Verizon que aparecen en la pantalla, hay un comercial de Verizon de treinta segundos visible en uno de los televisores del juego. Además, las carteleras alrededor de Bright Falls anuncian tanto a Energizer como a Verizon. Los automóviles Ford y Lincoln también se presentan en el juego.
Varias marcas relacionadas con Microsoft también aparecen en el juego. El auto de Alan y Alice Wake muestra que tiene el sistema de entretenimiento para vehículos Ford Sync que funciona con Microsoft. Se puede ver una consola Xbox 360 en una sección del juego, con la caja del videojuego ficticio Night Springs al lado, que se pueden coleccionar en el DLC de «El escritor». En varias secciones del juego, se pueden ver los códigos de barras de la etiqueta de Microsoft; Estos pueden ser escaneados en la vida real por el usuario en su celular. Cuando se escanean, estas etiquetas redirigen a los jugadores a un número de teléfono con el correo de voz de uno de los personajes del juego, o al sitio web patrocinado por Verizon donde los usuarios obtienen acceso a los extras exclusivos de Alan Wake para su consola. Esta funcionalidad solo está disponible en los Estados Unidos.

### Banda sonora
La banda sonora está compuesta por Petri Alanko. Incluye la canción «War» de Poets of the Fall, del cuarto álbum de estudio de la banda, Twilight Theatre. Sam Lake dijo que la canción «...es una parte prominente de la banda sonora de Alan Wake y el tema también se vincula fuertemente con la historia del juego». Poets of the Fall también interpreta dos canciones originales, «Children of the Elder God» y «The Poet and the Muse», bajo el nombre de Old Gods of Asgard.
La banda escribió el tema final del juego anterior de Remedy, Max Payne 2: The Fall of Max Payne, llamado «Late Goodbye», que se basa en un poema escrito por Lake. «War», sin embargo, no fue escrita específicamente para Alan Wake. «Haunted» de Poe toca al final del segundo episodio. «Space Oddity» de David Bowie suena en los créditos finales. «How Can I Be Sure» de Anomie Belle aparece en el tercer capítulo. «Coconut» de Harry Nilsson suena varias veces durante el juego. El 20 de julio de 2010 una banda sonora oficial salió al mercado, el cual consta de dieciocho pistas.

| Alan Wake Original Score by Petri Alanko |                              |          |  |
| N.º                                      | Título                       | Duración |  |
| 1.                                       | «Alan Wake»                  | 5:34     |  |
| 2.                                       | «A Writers Dream»            | 1:55     |  |
| 3.                                       | «Welcome to Bright Falls»    | 4:25     |  |
| 4.                                       | «Vacation»                   | 2:48     |  |
| 5.                                       | «Cross That River»           | 5:38     |  |
| 6.                                       | «Waking Up to a Nightmare»   | 2:17     |  |
| 7.                                       | «The Clicker»                | 1:51     |  |
| 8.                                       | «Deerfest»                   | 3:02     |  |
| 9.                                       | «Taken by the Night»         | 10:47    |  |
| 11.                                      | «Mirror Peak»                | 5:12     |  |
| 12.                                      | «Tom the Diver»              | 2:50     |  |
| 13.                                      | «The Night It All Began»     | 2:01     |  |
| 14.                                      | «Bright Falls Light & Power» | 3:16     |  |
| 15.                                      | «Hunters»                    | 5:00     |  |
| 16.                                      | «The Well-Lit Room»          | 1:42     |  |
| 17.                                      | «Water Pressure»             | 5:33     |  |
| 18.                                      | «Departure»                  | 3:02     |  |

| Limited Edition Soundtrack |                               |          |  |
| N.º                        | Título                        | Duración |  |
| 1.                         | «A Writer's Dream»            | 1:53     |  |
| 2.                         | «Young Men Dead»              | 5:34     |  |
| 3.                         | «Welcome to Bright Falls»     | 4;25     |  |
| 4.                         | «The Clicker»                 | 1:51     |  |
| 5.                         | «How Can I Be Sure»           | 4:33     |  |
| 6.                         | «Tom The Diver (Piano+Cello)» | 3:13     |  |
| 7.                         | «The Beaten Side of Town»     | 4:48     |  |
| 8.                         | «The Poet and The Muse»       | 4:17     |  |
| 9.                         | «Eléctrica Cadente»           | 3:00     |  |
| 10.                        | «Tom The Diver (Orchestra)»   | 2:49     |  |

| Steam Collector's Edition Soundtrack |                                                     |          |  |
| N.º                                  | Título                                              | Duración |  |
| 1.                                   | «A Writer's Dream»                                  | 1:57     |  |
| 2.                                   | «Welcome to Bright Falls»                           | 4:29     |  |
| 3.                                   | «The Clicker»                                       | 1:54     |  |
| 4.                                   | «Taken by the Night»                                | 7:45     |  |
| 5.                                   | «Mirror Peak»                                       | 4:33     |  |
| 6.                                   | «Tom the Diver»                                     | 2:52     |  |
| 7.                                   | «Hunters»                                           | 4:45     |  |
| 8.                                   | «The Well-Lit Room»                                 | 1:54     |  |
| 9.                                   | «Departure»                                         | 2:31     |  |
| 10.                                  | «Children of the Elder God (Old Gods of Asgard)»    | 3:43     |  |
| 11.                                  | «The Poet and the Muse (Old Gods of Asgard)»        | 4:21     |  |
| 12.                                  | «War (Poets of the Fall)»                           | 5:08     |  |
| 13.                                  | «Tom the Diver (Collector's Edition Exclusive Mix)» | 3:13     |  |

#### Canciones al final de los episodios
| Episodio               | Intérprete                                  | Canción                                 | Año de lanzamiento | Duración |
| ---------------------- | ------------------------------------------- | --------------------------------------- | ------------------ | -------- |
| Episodio Uno           | Roy Orbison                                 | In Dreams                               | 1963               | 2:48     |
| Episodio Dos           | Poe                                         | Haunted                                 | 2000               | 5:20     |
| Episodio Tres          | Nick Cave and the Bad Seeds                 | Up Jumped The Devil                     | 1988               | 5:16     |
| Episodio Cuatro        | Poets of the Fall (como Old Gods of Asgard) | The Poet and the Muse                   | 2010               | 4:18     |
| Episodio Cinco         | Poets of the Fall                           | War                                     | 2010               | 5:05     |
| Episodio Seis/Créditos | David Bowie                                 | Space Oddity, (Alabama Song versión EP) | 1980               | 5:15     |
| Especial Uno           | Anna Ternheim                               | No, I Don't Remember                    | 2009               | 3:56     |
| Especial Dos           | Depeche Mode                                | The Darkest Star                        | 2005               | 6:42     |

Otras canciones consideradas durante la producción para el episodio dos fueron «Lovely Head» de Goldfrapp, «Dear Darkness» de PJ Harvey y «Lilac Wine» de Jeff Buckley. Para el episodio tres, «Sea of Love» y «Don't Go That That Barn» por Tom Waits, así como «Sit and Wonder» de The Verve y «Wake Up» de Arcade Fire fueron posibles elecciones.

## Publicidad y lanzamiento
Alan Wake estuvo disponible por primera vez para la Xbox 360 exclusivamente. El juego estaba programado para salir el 18 de mayo de 2010 en Norteamérica y el 21 de mayo en Europa. Cuando el juego estaba listo para salir el 7 de abril de 2010, Remedy decidió adelantar la fecha de lanzamiento en Europa una semana, lo que hizo que la región fuera la primera en recibir el juego el 14 de mayo de 2010 y luego en América del Norte, el 18 de mayo, según lo programado originalmente. El 23 de noviembre de 2010, Alan Wake salió en el servicio Games on Demand de Xbox Live. El 16 de febrero de 2012, salió una versión del juego para Microsoft Windows.
Alan Wake también salió en edición limitada para coleccionistas, empaquetado con un estuche parecido a un libro de tapa dura. La edición para coleccionistas contiene el juego, un libro titulado The Alan Wake Files y un CD exclusivo con la banda sonora. También incluye comentarios de los desarrolladores y brinda acceso a elementos virtuales para Xbox 360, como temas y ropas para avatares.

### Versión para Microsoft Windows
A pesar de haberse cancelado la versión para PC al mismo tiempo que el lanzamiento para Xbox 360 como resultado de la decisión de Microsoft, Oskari Häkkinen de Remedy declaró que «los juegos de PC son parte de la herencia de Remedy» y que los desarrolladores todavía querían lanzar una versión para PC del juego. Remedy presionó más a Microsoft para que permitiera la creación de una versión para PC, ganándola a mediados de 2011; Häkkinen atribuyó el acuerdo de Microsoft parcialmente a sus repetidas solicitudes, pero al igual que la buena reputación de Remedy con Microsoft y el factor tiempo, es que la versión para PC esté disponible antes que American Nightmare. El desarrollo de la versión para PC comenzó finalmente, con un pequeño equipo de Remedy que trabaja con el desarrollador independiente finlandés Nitro Games. En lugar de partir de la versión de PC desechada, el equipo trabajó con el código de Xbox 360 y agregó nuevas características para aprovechar los elementos más poderosos en las computadoras modernas. La base de la versión para PC era asegurarse de que el juego jugaba bien con los controles típicos del teclado y el mouse, además de un controlador y asegurarse de que los gráficos superaran las limitaciones de la Xbox 360; Matias Myllyrinne, CEO de Remedy, declaró que estos elementos eran importantes, ya que «si esto no se ajusta a la perfección, todos los elementos visuales se pierden junto con los detalles emocionales». La versión para PC estuvo en producción en unos cinco meses y Remedy anunció oficialmente al público en diciembre de 2011.
El juego, que incluye el juego principal y los dos capítulos de DLC, salió en la plataforma Steam el 16 de febrero de 2012. En 48 horas, Remedy anunció que los ingresos por la venta de esta versión superaron sus costos de desarrollo y marketing para el juego. El 2 de marzo de 2012 salió una versión comercial para PC, distribuida por Nordic Games, tanto en una edición regular como en una edición para coleccionistas, que contiene un disco de la banda sonora, The Alan Wake Files y otro contenido especial. El lanzamiento para PC de Estados Unidos salió el 24 de abril de 2012 y distribuido por Legacy Interactive.
En diciembre de 2013, Remedy y Xbox lanzaron otra edición especial para coleccionistas con nuevo contenido en el disco, que incluye un cómic digital de 44 páginas con el arte de Gerry Kissell y Amin Amat, y escrito por Mikko Rautalahti de Remedy Entertainment, quien también escribió el guion para el videojuego.

### Bright Falls: La serie web
Unas cuantas semanas antes del lanzamiento del juego en la web y el servicio Xbox Live, salió una serie web promocional titulada Bright Falls. Phillip Van coescribió y dirigió los seis capítulos de Bright Falls, el cual sirve como una precuela del juego, ambientada en la ciudad del mismo nombre antes de que Alan Wake llegue allí. El personaje principal es Jake Fischer (interpretado por Christopher Forsyth), un periodista que visita la ciudad por asuntos de negocios.
Bright Falls y Alan Wake comparten varios personajes, entre ellos la camarera Rose, el Dr. Emil Hartman, el presentador de radio Pat Maine y el mismo Alan Wake, quien aparece brevemente en el episodio final. Los actores que interpretan a estos personajes también sirvieron como actores de voz y modelos físicos para los personajes del juego.
La serie web comienza cuando Jake Fischer llega a Bright Falls para entrevistar al Dr. Hartman sobre su nuevo libro, quién lo designó su agencia de publicaciones. Después de varios encuentros con pobladores locales, Jake pronto es víctima de largos períodos de tiempo perdido y de apagones. Se encuentra despertándose en medio de un bosque y otros lugares donde no había estado anteriormente. También desarrolla una aversión hacia las luces y el día. Cuanto más tiempo permanece en Bright Falls, más violento se vuelve su comportamiento. Cuando se da cuenta de esto, trata de colocarse una cinta adhesiva en el refrigerador y grabar la cinta de video mientras duerme para ver que causa el comportamiento. Está implícito que la Presencia Oscura influye en él, hasta el punto de asesinar a varias personas. Luego desaparece, justo antes de la llegada de Alan y Alice Wake.

### Contenido descargable
Durante 2010, Remedy desarrolló y lanzó dos episodios especiales de Alan Wake como contenido descargable en el servicio Xbox Live, que sirve para cerrar la brecha entre el final del juego y una posible secuela. El primero de los dos, titulado «La señal», salió el 27 de julio de 2010. David Houghton de GamesRadar+ dijo que era uno de los mejores segmentos del juego, pero le preocupaba que hiciera que el juego principal se sintiera comparativamente menos impresionante. El segundo episodio, «El escritor», fue lanzado el 12 de octubre de 2010. Erik Brudvig de IGN lo catalogó como una compra obligada para cualquiera que ya haya comprado «La señal», y dijo que cerró satisfactoriamente la historia del juego. Sentía que ambos contenidos eran caros en proporción a su corta duración.

### Libros
La edición limitada del juego para coleccionistas incluye un libro de 144 páginas llamado The Alan Wake Files, el cual expande el universo del juego. Rick Burrough se escribió una novela de Alan Wake. También está disponible un libro artístico, titulado Alan Wake: Illuminated.

## Recepción

### Respuesta de la crítica
Alan Wake recibió críticas positivas. Michael Plant de The Independent le dio al juego una puntuación de 5/5. Elogió a Alan Wake por su «ritmo impecable», que «garantiza una experiencia compulsiva». Plant también comentó sobre la edición y la trama de manera muy positiva y dijo que el juego «[es] el tipo de experiencia para la que se creó la generación de consola actual».
The Daily Telegraph calificó el juego 9/10 con el editor Nick Cowen por su aspecto «impresionante», y declaró que la ciudad de Bright Falls y el entorno que la rodea son «auténticos» en términos de arquitectura, vegetación, clima e iluminación. Describió la atmósfera como ser capaz de «alternar entre sentirse seguro y sereno a sentirse rodeado de tensión...». Cowen también elogió la mecánica de combate y la trama con el hecho de que «el jugador se siente constantemente amenazado». Y este último se describe como uno de los «activos más fuertes» del juego. Como negativa incluyeron la calidad de la animación facial y la duración relativamente corta del juego.
Dirk Lammers dijo que el juego mantuvo a los «jugadores al borde de sus asientos» y dio una puntuación final de 4 sobre 4 en su revisión para Associated Press. Matt Greenop de The New Zealand Herald calificó el juego con 5/5 y elogió el «excelente ritmo» del juego debido a su formato episódico. También elogió la trama «escalofriante», los «entornos brillantes» y concluyó que el juego sería «uno de los títulos más innovadores y entretenidos en lo que va del año». William Vitka, del New York Post, lo calificó con B+ y elogió al juego por su «atmósfera de miedo», música, gráficos y «sorprendente nivel de complejidad» en el combate, pero comentó negativamente la animación y la historia del juego.
Brian Crecente, editor en jefe de Kotaku, elogió el uso de la luz como mecánica de juego. Comentó sobre la estructura episódica y dijo que hizo que el jugador se sintiera satisfecho incluso después de cortas sesiones de juego. También elogió la historia general, después de haber jugado el episodio final tres veces seguidas y comentó: «por primera vez en mi vida, he experimentado algo que se juega como un juego pero que tiene el impacto de una película... Alan Wake es un viaje poderoso, una experiencia que te dejará pensando y queriendo más incluso después de su finalización». Criticó negativamente el no proporcionar suficiente información sobre Wake y su esposa, a pesar de estar «lleno de gente memorable», pero concluyó que el juego «redefine la narración interactiva».
Tom McShea criticó negativamente el juego por carecer de «momentos de juego sorprendentes y memorables» en su reseña de GameSpot, pero lo calificó positivamente por su «fresca» narración, gran originalidad, músicas licenciadas, efectos de iluminación «sutiles», que junto con la banda sonora «crean una atmósfera perturbadora», un sistema de combate «satisfactorio» y la inclusión «inteligente» de objetos de colección, dándole un puntaje final de 8.5/10.
Charles Onyett de IGN lo calificó con 9/10, otorgándole el Premio de la Selección de los Editores. Lo describió como «difícil de dejar una vez que hayas empezado», y apreció el juego por su estructura episódica, su «interesante» mecánica narrativa, efectos de iluminación, banda sonora y sistema de combate, que describió como «rápido y sensible», Pero criticó la escritura como «desigual». El juego recibió altas calificaciones por su «atmósfera fuerte», «jugabilidad divertida y «excelentes imágenes», pero perdió puntaje debido a su «final débil».
Tom Orry de VideoGamer.com también le otorgó una puntuación de 9/10 y alabó el juego por su «narrativa inteligente», «ambiente increíble» y banda sonora que describió como «una de las mejores y más memorables que he escuchado en una videojuego». GameTrailers le dio un 8.6/10. La revisión elogió la presentación del juego por «venderte por completo en su pesadilla retorcida» y por proporcionar una «genuina sensación de temor». Ellie Gibson, de Eurogamer, obtuvo una puntuación de 7/10, y afirmó que aunque no consideraba que el juego fuera muy original, lo encontró accesible y poco exigente, con una «mecánica de combate ordenada».
Chris Kohler de la revista Wired fue el crítico más duro y le dio 6/10 y dijo «cuando se le presente un número infinito de resoluciones posibles, cualquier respuesta se sentirá arbitraria. Alan Wake comienza fuerte pero termina débil. Ni el juego ni la historia se entregan en su potencial en el momento en que los créditos aparecen». Kohler, sin embargo, elogió al personaje principal, ciertas mecánicas de juego y su «historia única».

### Premios
Alan Wake ha recibido varias nominaciones y premios. La revista Time nombró a Alan Wake como el mejor videojuego de 2010. En su lista de Best of 2010 - Xbox 360, IGN otorgó a Alan Wake el premio al Mejor Juego de Terror, y también lo nominó para Mejor Trama, Mejor Atmósfera, Mejor Mecánica de Juego Innovadora y Mejor Personaje (para Alan Wake). Spike Video Game Awards en su versión de 2010 nominó al juego en la categoría Mejor Juego de Xbox 360, y recibió tres nominaciones en la 2ª edición de los premios Inside Gaming Awards en las categorías Mejor Narrativa, Mejor Diseño de Sonido y Personaje más Atractivo (para Alan Wake). Los premios de GameSpot Best of 2010 incluyeron siete nominaciones para el juego, incluidos Mejor Historia y Mejor Narrativa y Diálogo. IGN ubicó el juego en el número 61 en su clasificación de Mejores Juegos Modernos. La banda sonora del juego ha ganado el premio Mejor Banda Sonora - Europa en el Annual Game Music Awards, quienes declararon que «la banda sonora del destacado Petri Alanko conquistó el corazón de los jugadores y de los oyentes independientes por igual con sus orquestaciones íntimas y sus exploraciones psicológicas».

### Ventas
Durante las primeras dos semanas Alan Wake vendió 145 000 copias. Según un informe, Alan Wake es el segundo juego de Xbox 360 más copiado ilegalmente de 2010, con más de 1 100 000 de descargas. Según un informe de IndustryGamers, las ventas de Alan Wake serían mucho más altas de lo anteriormente estimado, en alrededor de 1 400 000, a partir de diciembre de 2011. Esto incluye las ventas digitales del juego en Xbox 360 durante el 2011, que también incluía una copia comercial de Forza Motorsport 3.
El 13 de marzo de 2012, Remedy Entertainment anunció que el juego había superado 2 000 000 copias vendidas, incluidas Xbox 360 y PC. El 23 de mayo de 2013, el director creativo de Remedy, Sam Lake, anunció que el juego y American Nightmare habían vendido 3 000 000 copias. El 25 de marzo de 2015, el CEO de Remedy, Matias Myllyrinne, tuiteó que la franquicia había vendido más de 4 500 000 copias. El mes siguiente, una historia de Polygon sobre el prototipo del juego para una secuela mencionó que Alan Wake había vendido más de 3 200 000 copias.

## Problemas con licencias musicales
A partir del 15 de mayo de 2017, Remedy retiró todas las versiones digitales y comerciales de Alan Wake de la compra en las distintas tiendas debido al vencimiento de las licencias musicales, aunque ofreció un gran descuento por el título en los días previos a la eliminación. La eliminación no afecta a quienes ya poseen el juego, ni afecta la disponibilidad de Alan Wake's American Nightmare, aunque ese título probablemente se verá afectado de manera similar cuando caduquen sus propios acuerdos de licencia. Sin embargo, para octubre de 2018, Remedy había podido reelaborar esta problemática con la ayuda de Microsoft, y el juego estuvo disponible nuevamente en las tiendas de Windows, con las pistas de música originales. Actualmente, Remedy trabaja para garantizar los derechos de la plataforma Xbox en un futuro próximo.

## Spin-off y secuela
Tras el lanzamiento de Alan Wake, Remedy tenía la intención de hacer una secuela; el desarrollador Oskari Häkkinen declaró que Remedy veía el juego como una «primera temporada» y que su DLC era «cerrar la brecha con lo que estamos trabajando». Häkkinen dijo que no trabajan directamente en una secuela en ese momento, ya que Microsoft les pidió que completaran primero los DLC. El escritor Mikko Rautalahti agrega que la historia es «más grande que un juego» y la secuela sería «rara y maravillosa».
En mayo de 2011, la información filtrada llevó a Remedy a confirmar que trabajan en un nuevo proyecto de Alan Wake, pero afirmó que no era una secuela completa. En última instancia, la compañía reveló que esta era Alan Wake's American Nightmare, un pequeño juego independiente lanzado en 2012 que sigue las aventuras de Alan luego del primer juego, y que estaría disponible en la plataforma Xbox Live Arcade.
En mayo de 2013, Remedy anunció un nuevo juego en el evento de Xbox One llamado Quantum Break, antes de explicar al día siguiente que se había pospuesto una secuela de Alan Wake. A pesar de las ganas por comenzar a trabajar en una secuela, Alan Wake no tuvo el éxito financiero suficiente para desarrollar la secuela en ese momento. En abril de 2015, Polygon publicó un artículo que describe el proceso de desarrollo de Alan Wake 2 que comenzó poco después del lanzamiento del primer juego. Alan Wake 2 ya tenía un prototipo funcional y Remedy estaba preparado para lanzar el juego a Microsoft. Sin embargo, según Sam Lake, el fundador de Remedy, Microsoft quería algo más y el desarrollo de la secuela ha cambiado a Quantum Break. La mayoría de las ideas de Alan Wake 2 entraron en American Nightmare, como la ubicación del juego, el Desierto de Arizona y el concepto de Poseídos con habilidades especiales.
En julio de 2018, el CEO de Remedy, Telo Virtala, realizó una entrevista para GamesIndustry.biz y reveló que Alan Wake no será planeado sin la aprobación de Microsoft Studios (ya que era su propiedad intelectual). Virtala dijo: «Teniendo en cuenta nuestra historia... Alan Wake fue realmente interesante, pero fue una colaboración con Microsoft. Debido a ciertas razones, nunca tuvo una secuela. Quantum Break, también, ponemos mucho esfuerzo en crear el mundo, los personajes, las historias, pero aun así era propiedad intelectual de Microsoft. Decidieron no seguir avanzando».

## Programa de televisión
En septiembre de 2018, Remedy Entertainment y Contradiction Films anunciaron planes para desarrollar una serie de televisión de Alan Wake con actores reales, con Peter Calloway como el productor ejecutivo y Sam Lake de Remedy como productor ejecutivo. Tomas Harlan, de Contradiction Film, había visto el potencial de Alan Wake como para producir un programa, en parte porque el juego se construyó en capítulos episódicos y se presentó de manera lineal. Calloway habló con Lake varias veces, y en 2018 llegaron a un acuerdo. El programa planea usar conceptos del juego cancelado Alan Wake 2, así como desarrollar lo que proporcionaron el primer juego y en American Nightmare. Harlan no espera que la serie esté a la par del juego y, si bien Alan Wake es el personaje central del espectáculo, el resto del reparto está en desarrollo. El grupo planeaba publicarlo en las redes para octubre de ese año. Lake afirmó que el programa aún estaba en desarrollo en una reunión de inversionistas de diciembre de 2020.